# Igreja de Nossa Senhora da Consolação (Alvados)

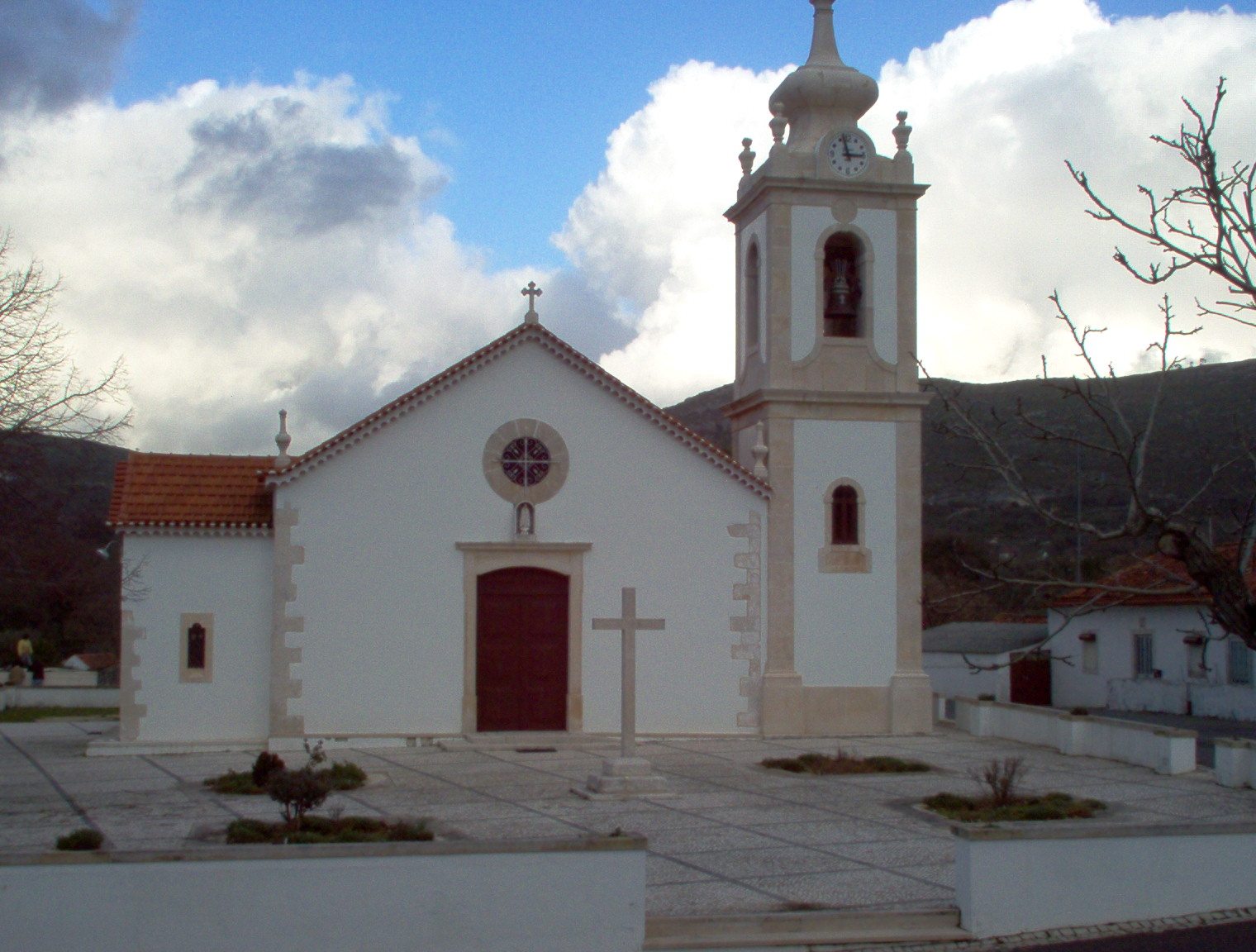
Igreja de Nossa Senhora da Consolação em Alvados.

A Igreja de Nossa Senhora da Consolação, ou Igreja Paroquial de Alvados, está situada na localidade de Alvados,  na atual freguesia de Alvados e Alcaria, no Município de Porto de Mós.
É considerada a mais antiga da Diocese de Leiria-Fátima.[carece de fontes?]

## História
Foi construída no século XVII, sendo que a torre sineira de cúpula trabalhada é de 1894. Dentro da igreja, na capela-mor, existe um retábulo de talha dourada, de 1645, que foi oferecido pelos moradores da paróquia.